# Régulateur de tension
 (août 2013).
Si vous disposez d'ouvrages ou d'articles de référence ou si vous connaissez des sites web de qualité traitant du thème abordé ici, merci de compléter l'article en donnant les références utiles à sa vérifiabilité et en les liant à la section « Notes et références ».
Un régulateur de tension, est un organe électrotechnique ou un composant électronique qui maintient à sa sortie, dans certaines limites, une tension constante, indépendamment de la charge et de la tension d'entrée.

## Les régulateurs électromécaniques
Jusque dans les années 1970, les automobiles utilisaient un régulateur électromécanique pour réguler la tension de sortie de leur dynamo ou de leur alternateur. Ces régulateurs utilisent plusieurs relais commutant des résistances afin de faire varier le courant d'excitation de l'alternateur et rendre ainsi sa tension de sortie indépendante du régime de rotation du moteur et de la consommation électrique. Associé à une dynamo son rôle était aussi d'isoler la dynamo à bas régime, afin que celle-ci ne décharge pas la batterie en se comportant comme un moteur.
Les véhicules récents utilisent un alternateur comportant un régulateur électronique intégré, démontable en cas de défaillance.

## Les régulateurs linéaires

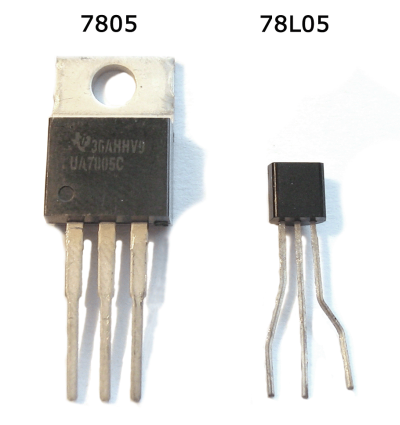
Des régulateurs de tensions.

Un régulateur linéaire est un régulateur de tension basé sur un composant actif, travaillant dans sa zone linéaire, ou sur un composant passif, comme une diode zener, travaillant dans sa zone inverse.

## Les régulateurs à découpage
Un régulateur à découpage est un régulateur de tension basé sur un composant actif travaillant en commutation.

### Avantages des régulateurs à découpage
Le principal avantage des régulateurs à découpage est leur rendement plus élevé et leur taille plus petite. Les régulateurs de type série et parallèle classiques fonctionnent avec un mode de conduction continu, et dissipent des quantités de puissance relativement élevées. Le rendement des régulateurs linéaires est habituellement de l'ordre de 40 à 50 %. Lorsque la différence de tension entre l'entrée et la sortie est élevée, le rendement qui en résulte est largement inférieur à 40 %.
Les régulateurs à découpage ont des rendements typiques de l'ordre de 60 à 90 %, bien plus élevés que ceux des régulateurs linéaires de type série ou parallèle. Les régulateurs à découpage parviennent à ces rendements élevés grâce à leur transistor de puissance de découpage qui est toujours complètement à l'état passant ou à l'état bloqué, excepté lorsqu'il passe d'un état à l'autre. Il en résulte soit une tension faible, soit un courant faible pendant la plus grande partie de son fonctionnement.
Les régulateurs à découpage utilisent le rapport cyclique entre l'état passant et l'état bloqué du transistor de découpage pour réguler la tension et le courant de sortie. Leur fréquence étant beaucoup plus élevée que celle de la ligne, il est possible de réduire la taille, le poids et donc le coût des transformateurs, des condensateurs, des bobines et des autres éléments de filtrage.

### Inconvénients des régulateurs à découpage
Les régulateurs à découpage peuvent générer des bruits d'ondes parasites électromagnétiques et de radiofréquences (Electro Magnetic Interference/Radio Frequency Interference, EMI/RFI) à cause de leur courant de découpage important et de leur temps de montée et de descente très court. Le bruit de EMI/RFI qui est généré aux fréquences élevées (100 kHz à 500 kHz) peut être facilement filtré. Dans les applications qui font intervenir de grandes impédances en série entre l'alimentation et le régulateur, les variations rapides de courant génèrent également une certaine quantité de bruit.
En 1975, les alimentations à découpage étaient plus rentables que les alimentations linéaires à partir d'un niveau de puissance de l'ordre de 500 W. Aujourd'hui, le point de rentabilité est descendu à une puissance inférieure à 5 W.

## Comparatif régulateurs linéaire/à découpage
Les régulateurs à découpage comblent le principal défaut des régulateurs linéaires qu'est leur faible rendement. En effet, le principal inconvénient des régulateurs linéaires, par rapport aux régulateurs à découpage, est qu'ils se comportent comme des résistances variables, dissipant ainsi beaucoup d'énergie. Les régulateurs à découpage ont donc remplacé les régulateurs linéaires pour les applications nécessitant une puissance supérieure à quelques watts. Les principaux inconvénients des régulateurs à découpage sont leur plus grande complexité, ainsi que le bruit de haute fréquence qu'ils génèrent.